# Adriel Tadeu Ferreira da Silva
Adriel Tadeu Ferreira da Silva (sinh ngày 22 tháng 5 năm 1997) là một cầu thủ bóng đá người Brasil đang chơi ở vị trí Hậu vệ cho câu lạc bộ Hà Nội.

## Sự nghiệp câu lạc bộ
Adriel Tadeu Ferreira da Silva hiện đang chơi cho Gainare Tottori.
Ngày 20 tháng 7 năm 2025, câu lạc bộ Hà Nội thông báo Adriel sẽ khoác áo đội bóng trong mùa giải 2025–26.

## External links
- Adriel Tadeu Ferreira da Silva tại J.League (tiếng Nhật)